# Hasdrubal (Cartagena)
Hasdrubal (punisch 𐤏𐤆𐤓𐤁𐤏𐤋 ʿzrbʿl, ʿazru-baʿal; 𐤀𐤆𐤓𐤁𐤏𐤋 ʾzrbʿl „Baal ist seine Hilfe“, auch als „Baal ist (meine) Hilfe“ oder „Baal ist eine Hilfe“ interpretiert; * 270 v. Chr.; † 221 v. Chr.), auch Hasdrubal der Schöne, war ein karthagischer Feldherr. Er war der Schwiegersohn des Hamilkar Barkas, zog mit ihm 237 v. Chr. nach Hispanien und trat dort nach dessen Tod die Nachfolge an.
Hasdrubal befriedete einen Aufstand der Numidier in Nordafrika. Er gründete die Stadt Carthago Nova („Neu-Karthago“), das heutige Cartagena in Spanien. Er übernahm 229 v. Chr. nach Hamilkar Barkas’ Tod das Oberkommando in Hispanien und unterwarf einen beträchtlichen Teil der iberischen Halbinsel der punischen Herrschaft.
Mit den Römern schloss er 226 v. Chr. den Ebro-Vertrag, der ihm – dem Historiker Polybios zufolge – untersagte, den Ebro zu Kriegszwecken zu überschreiten. Die Römer wollten durch diesen Vertrag einer Vereinigung der Karthager mit den Galliern vorbeugen. Hasdrubal wurde 221 v. Chr. von einem iberischen Sklaven ermordet.